# Mastax ochraceonotata
Mastax ochraceonotata é uma espécie de carabídeo da tribo Brachinini.